# 아카이와시
아카이와시(일본어: 赤磐市)는 일본 오카야마현 중남부에 있는 시이다. 남부에는 주택 단지가 있어 오카야마시의 베드타운 역할을 한다.

## 지리
현내 3대 하천 중 하나인 요시이강이 시 북동부를 흐른다. 오카야마 평야의 북동부에 있으며 시역의 대부분은 구릉과 산림이다.

## 인접하는 자치체
- 오카야마시(기타구·히가시구)
- 비젠시
- 와케군 와케정
- 구메군 구메난정, 미사키정

## 역사
- 2005년 3월 7일 - 아카이와군의 산요정·아카사카정·구마야마정·요시이정이 대등 합병해 아카이와시로 승격하였다.

## 인구
1950년 인구조사에서는 32,234명이었고 이후 43,913명까지 상승했다가 최근엔 43,214명까지 하락했다.
| 연도 | 인구   | ±%     |
| ---- | ------ | ------ |
| 1960 | 31,234 | —      |
| 1970 | 26,911 | −13.8% |
| 1980 | 37,007 | +37.5% |
| 1990 | 41,016 | +10.8% |
| 2000 | 43,813 | +6.8%  |
| 2010 | 43,476 | −0.8%  |

## 교통

### 철도
- 서일본 여객철도 산요 본선

### 도로
- 산요 자동차도
- 미마사카오카야마 도로(일본어판)
- 국도 제374호선 (일본)(일본어판)
- 국도 제484호선 (일본)(일본어판)